# Oncideres macra
Oncideres macra là một loài bọ cánh cứng trong họ Cerambycidae.